# Trinomys albispinus
Trinomys albispinus — вид гризунів родини щетинцевих, який зустрічається в штатах Сержипі, Баїя і Мінас-Жерайс на північному сході Бразилії. Proechimys albispinus є одним з найбільш спеціалізованих видів роду, населяючи сухі місця проживання. Підвид Trinomys albispinus albispinus мешкає в непорушених лісах з помірною часткою листяних дерев. Trinomys albispinus sertonius мешкає в непорушених лісах, де основу складають листяні дерева. Це місце існування є частиною біома, що характеризується непередбачуваними опадами і напівпустельними умовами, з рослинністю, включаючи рослини з родин кактусових і Юромелієвих. Trinomys albispinus minor зустрічається в штаті Баїя, в області, що характеризується скельними утвореннями, що розташовані на висотах 800–2000 м над рівнем моря. Від 800 до 1000 м рослинність саванного характеру, що переходить у луки між 1000 і 1100 м. 

## Морфологія
Морфометрія. Довжина голови й тіла: 175—185 мм, довжина хвоста: 125—162 мм, довжина задньої стопи: 37—40 мм, довжина вуха: 22—30 мм, маса: 120—230 грам.
Опис. Це невеликий голчастий щури з широким, жорстким, остьовим волоссям. Вохристо-рудого кольору верхня частина тіла поступово змінюється на вохристо-буро-жовтий з боків. Контрастне світле охоронне волосся трапляється на спині, боках, крупі, і на основі хвоста. Низ тіла і внутрішні поверхні ніг білі. Хвіст чорнуватий вище, білий нижче, з не білим кінчиком. Передні та задні ступні білі на верхній частині, хоча деякі особини мали темніший колір на зовнішніх краях задніх ступнів. Булавоподібне остьове волосся, що знаходиться посередині спини має білувату основу, яка поступово чорніє до краю. Списовиде покривне волосся також має білувату основу, яка поступово чорніє до краю, загальна довжина коливається від 25 до 28 мм, з максимальною шириною 1,2 мм.

## Генетика
Каріотип: 2n=60, FN=116.

## Загрози та охорона
Серйозною загрозою є руйнування середовища проживання у вигляді фрагментації і виродження лісів. Зустрічається на охоронній території штату Сержипі.